# American McGee's Alice
American McGee's Alice é um Video-game de terceira pessoa da EA em conjunto com a Rogue lançado em 6 de outubro de 2000 baseado no motor do Quake III Arena. O jogo conta a história de quando Alice, então com 18 anos, retorna ao país das maravilhas. A razão de seu retorno possui variações: Alice com os pulsos cortados, ou no manicômio quando recebe a visita do coelho branco. Porém, o País das Maravilhas já não é o mesmo: A atmosfera é sombria, os personagens são assustadores, além da trilha sonora.
Apesar de se basear em um conto infantil, o designer-chefe American McGee's criou um jogo extremamente violento. Alice chega a usar facões, bombas e magia disfarçados de brinquedos para destruir seus inimigos. Foi um dos jogos mais vendidos de todos os tempos, atingindo cerca de 1 milhão de cópias em 3 meses.

## Princípio
American McGee's Alice é um jogo de ação em terceira pessoa lançado em 6 de outubro de 2000, que se realiza no universo de Alice no País das Maravilhas. Foi desenvolvido por Rogue Entertainment e publicado, distribuído e comercializado pela Eletronic Arts.
Alice foi projetada por American McGee, e mostrava música composta por antigos Nine Inch Nails, baterista Chris Vrenna.
O jogo é baseado no motor do Quake III Arena que mais tarde foi cancelada causando a Rogue Entertainment a ser fechada. Após a sua liberação, a arte da caixa do jogo foi alterada alegadamente devido a queixas recebidas pela Eletronic Arts a partir de vários grupos de consumidores, embora McGee declarasse que a alteração foi por causa da apreensão interna dentro Eletronic Arts, e não a partir do exterior. A caixa original mostrou Alice segurando uma Vorpal Blade. A versão modificada mostrou Alice com a Icewand. Uma terceira versão mostra Alice segurando cartas de baralho.

## História
Pouco depois de Através do Espelho e o que Alice encontrou lá, aos sete anos de idade, Alice Liddell ficou órfã depois de testemunhar a morte de sua família em um incêndio que ocorreu em sua casa e que foi destruída pelas chamas. Sofrendo da culpa de ter sido a única sobrevivente, desenvolvendo transtorno de estresse pós-traumático, Alice começou a perder a noção da realidade e acabou sendo enviada para o Asilo Rutledge, em Londres, por sua insanidade, demência e catatonia, da qual desenvolveu após uma tentativa de suicídio, ao cortar os pulsos. Seu médico, Heironymous "Harry" Q. Wilson, não conseguiu curá-la mesmo depois de quase dez anos após o internamento. Em 1874, com 18 anos, Alice começou lentamente a mostrar sinais de recuperação. Em agosto daquele ano, Alice foi trazida de volta ao País das Maravilhas, agora como uma versão distorcida e mortal de si mesma devido ao governo terrível da Rainha de Copas e também devido à insanidade de Alice. Com o Gato Cheshire como seu guia e a ajuda de outras criaturas de suas aventuras passadas, a tarefa de Alice era matar a Rainha a fim de salvar o País das Maravilhas e a si mesma da corrupção. Os moradores do País das Maravilhas viam Alice como sua única chance de se livrar da Rainha, devido às histórias que o Coelho Branco contava sobre uma campeã. Por causa disso, ela foi colocada no papel de salvadora do país e começou sua jornada para enfrentar a Rainha. Alice seguiu o Coelho, mas rapidamente o perdeu quando ele se encolheu em um pequeno buraco e fugiu sem ela. Ao longo de sua busca para encontrá-lo, os Gnomos da Tocha da Aldeia dos Condenados disseram a ela que a Fortaleza das Portas guardava o segredo para se tornar menor, e ela deveria procurar o Prefeito Ancião. Ele se ofereceu para levar Alice à Fortaleza das Portas se ela pudesse retornar com uma chave para abrir as portas, da qual conseguiu recuperar matando vários Guardas de Cartas no processo. Com isso, os dois viajaram para a Fortaleza. Dentro do Skool dentro da Fortaleza, Alice e o Prefeito coletaram ingredientes e fizeram um elixir de encolhimento. Depois de beber o elixir sobre ficar pequena, Alice pulou em um portal que a levou ao Vale das Lágrimas.
Viajando pelo vale em busca de Coelho novamente, Alice se deparou com a Falsa Tartaruga, sem casca e soluçando. Embora o Tartaruga não tivesse visto o Coelho, ela disse que levaria Alice até a Lagarta que sabia de tudo, mas primeiro ela teve que recuperar sua concha da Duquesa, que havia tentado transformar o Tartaruga em sopa. Rio abaixo, Alice encontrou Bill McGill, que havia sido expulso de sua própria casa pela Duquesa, que estava se escondendo da Rainha. Depois que Alice derrotou a Duquesa, agora assassina, em combate e devolveu a carapaça ao Tartaruga, ele a conduziu através dos túneis subterrâneos de água até o Bosque do País das Maravilhas. Alice finalmente encontrou o Coelho nesta área e os dois foram juntos encontrar a Lagarta. Infelizmente para eles, o Chapeleiro Maluco estava viajando pela floresta e pisoteou Coelho, matando-o. Culpando a si mesma e à sua má sorte, Alice começou a chorar brevemente, mas rapidamente recuperou o controle de si mesma quando o Gato a lembrou de sua tarefa.
Quando ela encontrou a Lagarta, ele disse a ela que foi sua culpa e insanidade que transformou o País das Maravilhas em uma versão sombria e distorcida de si mesmo, e que ela foi trazida de volta para matar a Rainha e salvar a terra e a si mesma. Ele então criou um portal para ela, que a levou para a Floresta Fungífera. Na floresta, Alice matou a Centopeia Voraz e deu uma mordida no Cogumelo da Vida para voltar ao seu tamanho normal. Viajando, Alice encontrou um oráculo que lhe disse que ela tinha que derrotar a principal defesa da Rainha, o Jabberwock, com o Cajado do Olho do Jabberwock. Já tendo obtido uma peça do cajado, Alice partiu para o Reino Branco para pegar outra das Peças de Xadrez Branco. O Rei Branco pediu a ajuda de Alice para salvar sua rainha que estava no lado vermelho e deu-lhe um peão para ajudá-la. Invadindo o Castelo Vermelho, Alice chegou tarde demais e testemunhou a decapitação da Rainha Branca. Porém, após derrotar o Rei Vermelho, Alice usou seu peão para reviver a Rainha Branca. Enquanto a Rainha Branca foi lutar contra as peças vermelhas, o Chapeleiro apareceu e nocauteou Alice. Quando Alice acordou, se viu no Domínio do Chapeleiro e partiu em busca dele. Depois que ela se livrou dos capangas do Chapeleiro, Tweedledum e Tweedledee, ele chegou e comentou que Alice temia a verdade e também a sua volta para o Asilo Rutledge, mas tudo isso poderia ser evitado. Embora Alice tenha pedido uma resposta dele, ela não obteve nenhuma e o chão desmoronou abaixo dela.
Alice rapidamente se levantou e, avançando, encontrou o Dormouse e a Lebre de Março, aprisionados e sendo experimentados pelo insano Chapeleiro. Como ela não podia fazer nada por eles. Alice foi mais fundo no covil do Chapeleiro e encontrou o Grifo preso em uma das jaulas. Depois de saber por ele que o Chapeleiro chegava às seis horas todos os dias para verificar seus experimentos, Alice usou essa informação para mudar os relógios para seis horas, o que o atraiu até ela. Depois de matar o Chapeleiro e ganhar a segunda peça do Cajado do Olho, Alice aliou-se ao Grifo e eles voaram juntos para a Terra do Fogo e Enxofre. Alice descobriu que o oráculo era na verdade a Lagarta, e ele explicou que quando Alice atendeu ao chamado do Coelho, ela começou a se recuperar de sua loucura, e só ela poderia salvar a si mesma e, por sua vez, ao País das Maravilhas. Logo depois, ela enfrentou o Jabberwock em batalha e, embora não tenha conseguido matá-lo, ganhou um de seus olhos para completar o Cajado do Olho.
Com o Grifo e algumas tropas rebeldes, Alice invadiu o castelo da Rainha. Durante a batalha, Alice testemunhou o Grifo enfrentar o Jabberwock sozinho e ser mortalmente ferido no processo. Como vingança, Alice matou o Jabberwock ela mesma. O Grifo disse a Alice que por ter derrotado o Jabberwock, ela vingou a sua morte (iminente) e encorajou Alice a lutar contra a Rainha Vermelha. Suas últimas palavras para Alice foram: "Faça o seu melhor, Alice; você só pode fazer o seu melhor; você sempre pode fazer... o melhor." Alice parou por um momento para lamentar sua morte e continuou com sua missão, infiltrando-se no castelo da Rainha. Quando ela estava prestes a finalmente enfrentar a Rainha, o Gato Cheshire tentou dizer a ela que ela e a Rainha eram a mesma pessoa, mas foi brutalmente decapitado por um dos tentáculos da Rainha antes que pudesse terminar, deixando Alice emocionalmente angustiada. Depois de uma longa e mortal batalha com a Rainha, Alice saiu vencedora, e o País das Maravilhas tornou-se um mundo pacífico mais uma vez, com muitos de seus velhos amigos ressuscitados da morte. No mundo real, como parte de sua vitória, o estado mental de Alice melhorou muito e, em novembro de 1874, Alice foi considerada sã o suficiente para ser libertada do Rutledge. Embora estivesse deprimida, Alice estava empenhada na luta pela sua sanidade. Alice deixa o Rutledge com um misterioso gato preto. Depois que Alice foi libertada do Asilo, uma de suas ex-cuidadoras, a enfermeira Pris Witless, encontrou para Alice um lar e um emprego na Casa Houndsditch Para Jovens Rebeldes em Londres, levando aos eventos de Madness Returns.

## Representação
O jogo apresenta uma definição de consideravelmente o País das Maravilhas mais macabro do que a imagem original de Lewis Carroll, agora sob o comando da Rainha de Copas. O País das Maravilhas é consideravelmente uma criação da mente de Alice, que tem sido corrompida por sua insanidade,desde o incêndio ocorrido em sua casa.
O novo País das Maravilhas é composto de nove províncias. A primeira província é Aldeia dos Castigados, a casa dos Gnomos Lanternas. A Aldeia os Castigados é composta de uma rede de túneis e de cavernas, patrulhadas pelos guardas da Rainha. Para além da aldeia, existe no subterrâneo, a Fortaleza de Portas, onde a principal atração é uma escola de dementes e crianças inofensivas. Dentro da escola reside um antigo livro de receitas e poções mágicas. Nele há poções, venenos, e ensina a invocar um demônio.
"Travessia do País das Maravilhas" é um mapa do mundo bruto, a partir da então desconhecida paisagem da fortaleza, fica o Vale de Lágrimas. É neste ponto que alguns amigos de Alice, a Falsa Tartaruga e Bill McGill, o lagarto, bem como a aparentemente canibal Duquesa residem. Para além dos gigantes rios que corre ao longo de todo o percurso, existe também um local acessível para o castelo da Rainha, através de um submarino no interior da casa de Bill McGill, embora esta também seja devidamente selada até a Duquesa morrer.
Para além do Vale de Lágrimas existe o Bosque de Maravilhas, uma das maiores regiões no jogo. A zona é inicialmente preenchida por lagoas, falésias e cogumelos, em que Alice pode usar para saltar de patamar a patamar, mas muito mais fundo no bosque é uma região de rochas e magma. Esta se(c)ção leva a várias novas regiões, incluindo a Gruta do Oráculo, o Palácio Real, o Lar do Jabberwocky e o Labirinto Majestoso. A Gruta do Oráculo é o lar de uma entidade que pode prever o futuro e dar conselhos, que revelou mais tarde que era a Centopeia (embora não seja a primeira vez na história da franquia que ele é retratado como tal).
As configurações do Palácio Real fazem uma transição para a superfície de um tabuleiro de xadrez, usado como atalho na transição das histórias de "País das Maravilhas" para "Através do Espelho", levando para o Castelo Branco, que é o lar das gigantescas peças. As peças Brancas tem interesse em aderir Alice na luta contra as peças Vermelhas, que faz uma bela mudança na garota.
Também existe uma versão distorcida do Asilo de Rutledge. É dirigida por TweedleDum e TweedleDee. Mais adiante, existe a casa (ou um laboratório) do Chapeleiro Maluco, que faz lobotomias e trocas de membros por máquinas, utilizando a tortura, assim como se ocorreu à Lebre de Março e o Dormundongo.
O caminho para o Lar do Jabberwocky se deve na terra de fogo e enxofre, uma região vulcânica do País das Maravilhas. É aqui que reside o terrível semimecânico da Rainha de Copas Jabberwock.
Queensland ou Ilha da Rainha é a última província, no que se situa o Palácio de Copas, onde vive a Rainha de Copas, guardas, boojums, e outros membros do exército. Nota-se tentáculos e outros apêndices em cada parede do palácio.

## Personagens
Os personagens do jogo são, em geral, com base na original história de Lewis Carroll, porém com a aparência diferente dos demais outros representados pelo mesmo autor. Muitos deles são deformados, encarnados dos seus próprios convencionais.
- Alice - É infeliz, perturbada e  muito violenta (até o final do jogo). Tem 18 anos. Possui cabelos castanhos escuros e lisos e olhos verdes. Usa um vestido azul com um avental branco da mesma versão da Disney, botas pretas com fivelas e meias listradas. Sempre segura Vorpal Blade, sua principal arma.
- Gato de Cheshire - Um dos únicos aliados de Alice no jogo. É um gato listrado magro e possui um brinco na orelha esquerda e uma face assustadora.
- Coelho Branco - Um dos únicos aliados de Alice no jogo. Se tornou depressivo e repulsivo no país distorcido. Veste um paletó vermelho, lenço roxo, colete verde oliva, um chapéu preto com uma fita vermelha e luvas pretas furadas.
- Rainha de Copas - A vilã do jogo. Se tornou uma espécie de alienígena deformado. Após uma luta com Alice, ela demonstra sua verdadeira forma, o chamado "Heart of Darkness" (Coração das Trevas), um ser feito de carne humana e possui três faces e três bocas (Face da Rainha, face do Chapeleiro e a face de Alice).
- Chapeleiro Maluco - Usa a técnica da lobotomia para conseguir aliados. Também tortura e faz cirurgias para a implantação de máquinas em pessoas.

## Armas
O jogo conta com diversas armas. Sendo elas:
- Vorpal Blade - A principal arma do jogo. Uma faca ensanguentada de curto alcance de ataque. Seu ataque primário realiza uma facada, e o secundário um lançamento da faca.
- Cards (Cartas de Baralho) - A segunda arma do jogo. Alice tem a capacidade de jogar cartas extremamente afiadas que possuem ataque de longo alcance. No ataque principal apenas uma carta é lançada, porém no secundário são lançadas de 7 a 8 cartas simultaneamente.
- Mallet (Taco de Cricket) - A terceira arma do jogo. Possui um ataque semelhante ao ataque de Vorpal Blade. O taco libera uma descarga elétrica no inimigo, e uma bola de cricket vermelha é utilizada como forma de ataque secundário. A arma é recomendada quando a energia da barra lateral direita está esgotada e quando o inimigo possui um ataque muito próximo na qual o jogador pretende evitar. Seu alcance é classificado como médio tanto no primeiro ataque quanto no segundo.
- JackBomb (Caixa de Bomba) - Uma arma bastante poderosa, mas causa danos em Alice caso ela esteja muito próxima ao usá-la. Possui um ataque de longo alcance, sendo o primário uma explosão, e o secundário um grande lançamento de fogo que sai pela boca do arlequim que na Bomba se encontra.
- IceWand (Varinha de Gelo) - A Varinha de Gelo é uma ótima arma e escudo. Seu primeiro ataque é um "sopro" de gelo e o seu segundo ataque uma parede de gelo se forma do chão, servindo essa tanto de escudo como barragem da passagem de inimigos. Considerada arma de médio alcance.
- Jacks (Pedrinhas) - Arma que efetua vários ataques, e é uma arma teleguiada. O seu segundo ataque é distribuir as pedrinhas em um único ataque.
  - Diabolical Dices (Dados Demoníacos) - Ao jogar esses dados, eles invocam um demônio que auxilia na luta. Mas não jogue-o sozinho. Não existe ataque alternativo.
- Jabberwock Eyestaff (Cajado de Jabberwock) - é uma arma muito poderosa e perigosa para seu próprio usuário, seu primeiro ataque é uma concentração de seu poder a disparar um raio laser e em seguida uma bomba de longo alcance, seu segundo ataque é uma energização segurando o cajado e desferindo-o ao ar, onde irá acontecer de cair vários meteoros de grande alcance quando entrar em contato com o chão.
- Blunderbuss - É uma arma muito poderosa e secreta, tão poderosa que consome toda a barra de energia azul em um único disparo.

## Powerups
- Ragebox (Caixa da fúria) - Aumenta a força da Alice e conserva o poder da magia.
- Grasshopper Tea (Sopa de Gafanhoto) - Aumenta a velocidade da Alice e a agilidade.
- Darkened Looking Glass (Espelho Negro) - Faz a Alice ficar invisível.
- Deadtime Watch (O Relogio Mágico) - Paralisa o tempo e tudo que há no seu alcance, monstro, tempo e espaço.

## Desenvolvimento
Eletronic Arts licenciada à Ritual Entertainment's Heavy Metal: FAKK motor, que é, por seu turno, uma modificação do motor Quake III Arena. As mudanças mais notáveis no motor incluem a utilização do modelo Ti ki system, que permite que o motor a utilizar animação esquelética, entre outras coisas, o diálogo Babble system que permite lábio sincronização de áudio com caráter das animações, sistema de música dinâmica, "scriptable" câmera, partícula de sistema e suporte estendido shader. As mudanças implementadas para o motor de Alice, no entanto permaneceu mínimo. O jogo, PSB arquivos ainda conservam FAKK² cabeçalhos, embora desportiva um número de versão diferente.
Uma primeira versão do jogo oferecida a possibilidade de convocar o Che Shire Cat ajuda para o jogador na batalha. Embora esta característica fosse retirada do produto final, screen shots desta versão beta existe on-line. Alice uma porta para o Playstation dois, então - ainda não foi também em desenvolvimento, mas mais tarde foi cancelada causando Rogue Entertainment para fechar, outra decisão que despertou a fúria da American McGee.
O jogo foi finalmente lançado em 6 de outubro de 2000, recebendo elogios de seus recursos visuais; os gráficos eram muito para elaborar o seu tempo. Muitos níveis retratam um mundo de caos e admira, alguns procuram lembrar o interior de um asilo ou um Madhouse, ligando visualmente a Alice's Wonderland à realidade. O exterior Wonderland mostrar os pontos de vista da Rainha de Copas "imersão tentáculos para fora de edifícios e de montanha lados, especialmente em Queensland.
Notavelmente, a diluição Gore fator foi a demonstração de que foi liberado antes do jogo completo.

## Música
Todas as músicas criadas para a trilha sonora oficial de American McGee's Alice foram escritas e realizadas por Chris Vrenna. A maior parte das músicas que usou foram criados utilizando brinquedos, instrumentos de percussão, caixas de música (em um curto documentário sobre a realização do jogo que apareceu na TechTV, a caixa de música usada parece ser um antigo rádio de bolso da Fisher-Price), relógios, portas, e amostras de vozes femininas (incluindo a da vocalista do Scarling, Jessicka) que foram manipulados em terríveis sons, incluindo-as em risadas maníacas, gritando, chorando, e cantando em tom sombrio, como uma criança.
A música cria um clima e assustador para sentir o mundo onde está Alice.
Um exemplo desta situação é da fase Skool Daze. A música-ambiente no Skool Daze é um inocente, ainda grotesca, canção-de-ninar. O tema de Pale Realm, bem como a faixa "I'm not Eatable", características da melodia do coro de uma canção popular da criança, "My Clock's Grandpa". Assim como esta, há um grande número de casos e assinalando a badalada de relógios a ser utilizada como um acompanhamento musical.
Marilyn Manson foi originalmente envolvido no início do jogo da produção do escore para a música. O seu trabalho que ele tenha sido composto por American McGee descrito como "muito legal" e ter "uma parte muito bonita Beatles- em seu cravo e Hookah pipe- dias de som para ele." Manson perseverou em contribuições em que o produto final, no entanto, nomeadamente a influência da alquimia e da personagem de The Mad Hatter cuja adaptação foi bastante influenciado por ele; por um tempo, considerou-se que Manson ser a voz do ator Hatter [5]. A música escrita ressurja em maio para o futuro do próprio Manson escurecido perspectiva da história de Alice, ou melhor, seu autor, em seu próximo filme Phantasmagoria: The Visions of Lewis Carroll.
A música original de American McGee's Alice, é apresentando com todas as composições originais pelo baterista Chris Vrenna ex-membro da banda Nine Inch Nails. A trilha foi liberado pouco mais de um ano após o seu jogo, em 16 de outubro de 2001. Ela contém 20 faixas, incluindo um tema ainda não postado.

## Adaptação para o filme
Em dezembro de 2000, o diretor Wes Craven, foi assinado em desenvolver uma adaptação cinematográfica do jogo, com o roteirista John August contratado para adaptar o jogo para o cinema. American McGee tinha iniciado negociações com Dimension Films 10 meses antes, com o estúdio para cometer o projeto antes da assinatura de Craven. Em setembro de 2001, August explicou que ele somente havia transformado em um script de tratamento de Alice e não foi anexado a desenvolver plenamente rascunhos para a adaptação cinematográfica. Em fevereiro de 2002, o filme foi assinado pela Dimension Films dos irmãos argumentistas Jon e Erich Hoeber para escrever o roteiro de Alice. Em julho de 2003, os irmãos anunciaram que tinham concluído o roteiro para a adaptação cinematográfica.
Em 2004, o projeto havia sido transferido pela 20th Century Fox, porém em 2005, a Universal Studios adquiriu os direitos. A partir de junho de 2008, o produtor Scott Faye  foi indicado em "reviravolta" da Universal. Ele admitiu que o script, que era necessário ao desenvolvimento, seria usado para atrair a atenção de um novo estúdio.
A atriz Sarah Michelle Geller e diretor Marcus Nispel tinham sido associadas ao projeto, mas Faye confirmou que eles já não estão. Rumores de Jean Marsh como a Rainha de Copas também estão incorretas.